# SHARPIN
SHARPIN (англ. SHANK associated RH domain interactor) – білок, який кодується однойменним геном, розташованим у людей на 8-й хромосомі. Довжина поліпептидного ланцюга білка становить 387 амінокислот, а молекулярна маса — 39 949.
| 10         |  | 20         |  | 30         |  | 40         |  | 50         |
| ---------- |  | ---------- |  | ---------- |  | ---------- |  | ---------- |
| MAPPAGGAAA |  | AASDLGSAAV |  | LLAVHAAVRP |  | LGAGPDAEAQ |  | LRRLQLSADP |
| ERPGRFRLEL |  | LGAGPGAVNL |  | EWPLESVSYT |  | IRGPTQHELQ |  | PPPGGPGTLS |
| LHFLNPQEAQ |  | RWAVLVRGAT |  | VEGQNGSKSN |  | SPPALGPEAC |  | PVSLPSPPEA |
| STLKGPPPEA |  | DLPRSPGNLT |  | EREELAGSLA |  | RAIAGGDEKG |  | AAQVAAVLAQ |
| HRVALSVQLQ |  | EACFPPGPIR |  | LQVTLEDAAS |  | AASAASSAHV |  | ALQVHPHCTV |
| AALQEQVFSE |  | LGFPPAVQRW |  | VIGRCLCVPE |  | RSLASYGVRQ |  | DGDPAFLYLL |
| SAPREAPATG |  | PSPQHPQKMD |  | GELGRLFPPS |  | LGLPPGPQPA |  | ASSLPSPLQP |
| SWSCPSCTFI |  | NAPDRPGCEM |  | CSTQRPCTWD |  | PLAAAST    |  |            |

A: Аланін

C: Цистеїн

D: Аспарагінова кислота

E: Глутамінова кислота

F: Фенілаланін

G: Гліцин

H: Гістидин

I: Ізолейцин

K: Лізин

L: Лейцин

M: Метіонін

N: Аспарагін

P: Пролін

Q: Глутамін

R: Аргінін

S: Серин

T: Треонін

V: Валін

W: Триптофан

Кодований геном білок за функцією належить до фосфопротеїнів. 
Задіяний у таких біологічних процесах, як убіквітинування білків, альтернативний сплайсинг. 
Білок має сайт для зв'язування з іонами металів, іоном цинку. 
Локалізований у цитоплазмі, клітинних контактах, синапсах.